# Tanysiptera
Tanysiptera é um gênero de ave da família Alcedinidae, que compreende os martins-rabilongos. 

## Espécies
Nove espécies são reconhecidas para o gênero Tanysiptera:
- Tanysiptera galatea, martim-rabilongo-papua
- Tanysiptera ellioti, martim-rabilongo-de-kofiau
- Tanysiptera riedelii, martim-rabilongo-de-biak
- Tanysiptera carolinae, martim-rabilongo-de-nunfor
- Tanysiptera hydrocharis, martim-rabilongo-miúdo
- Tanysiptera sylvia, martim-rabilongo-arruivado
- Tanysiptera nigriceps, martim-rabilongo-de-cabeça-preta
- Tanysiptera nympha, martim-rabilongo-avermelhado
- Tanysiptera danae, martim-rabilongo-castanho